# 內階增四
天貓座30，又名BD+58 1112，HD 69548、SAO 26784、HR 3254，是天貓座的一颗恒星，视星等为5.89，位于銀經159.73，銀緯34.43，其B1900.0坐标为赤經8h 12m 21.6s，赤緯+58° 34.43′ 18″。